# Atezolizumab
Atezolizumab (nazwa handlowa: Tecentriq, produkowany przez firmę Roche Pharma AG) – przeciwnowotworowy lek immunomodulujący, humanizowane przeciwciało monoklonalne klasy IgG1κ przeciwko PD-L1.

## Mechanizm działania
U osób zdrowych układ PD-1/PD-L1 (receptor-ligand) należy do ważnych mechanizmów regulacyjnych układu immunologicznego, stanowiący hamujący punkt kontrolny obecny na powierzchni limfocytów T. Powoduje on hamowanie odpowiedzi immunologicznej i promowanie tolerancji immunologicznej poprzez modulację aktywności limfocytów T, aktywację apoptozy antygenowo specyficznych limfocytów T, hamowanie apoptozy limfocytów T regulatorowych i produkcję cytokin. Blokada przez atezolizumab w mikrośrodowisku guza oddziaływania pomiędzy PD-1 i PD-L1 powoduje odblokowanie aktywności limfocytów T i prowadzi do niszczenia komórek nowotworowych.
Atezolizumab wywiera swoje działanie poprzez odmienny mechanizm niż wcześniejsze leki z tej grupy, takie jak niwolumab czy pembrolizumab (przeciw PD-1).

## Zastosowanie
Europejska Agencja Leków zatwierdziła atezolizumab do leczenia w Unii Europejskiej w następujących
wskazaniach:
- rak urotelialny
- niedrobnokomórkowy rak płuc
  - we wczesnym stadium
  - z przerzutami
- drobnokomórkowy rak płuca
- potrójnie ujemny rak piersi
- rak wątrobowokomórkowy

Amerykańska Agencja Żywności i Leków (FDA) zatwierdziła atezolizumab do leczenia 
następujących schorzeń:
- niedrobnokomórkowy rak płuc
- drobnokomórkowy rak płuca
- rak wątrobowokomórkowy
- czerniak złośliwy
- mięsak pęcherzykowy

W 6 lat po zatwierdzeniu atezolizumabu do leczenia raka urotelialnego, w listopadzie 2022 roku firma Roche zdecydowała o wycofaniu leku z amerykańskiego rynku.

## Działania niepożądane
Najczęstsze działania niepożądane występujące przy stosowaniu atezolizumabu w monoterapii to: 
osłabienie, brak apetytu, nudności, wymioty, kaszel, duszność, biegunka, wysypka, gorączka, ból kręgosłupa, stawów, mięśni i kości, świąd skóry oraz zakażenie dróg moczowych. 
Najczęstsze działania niepożądane podczas stosowania z innymi
lekami przeciwnowotworowymi to: neuropatia obwodowa, nudności, niedokrwistość, neutropenia, małopłytkowość, wysypka, osłabienie, zaparcia, brak apetytu, biegunka i kaszel.

## Przeciwwskazania, ostrzeżenia i środki ostrożności
Atezolizumab jest przeciwwskazany przy znanej lub podejrzewanej alergii na substancję czynną lub jakąś z substancji pomocniczych.
Należy zwrócić szczególną uwagę na powikłania o podłożu immunologicznym w związku z leczeniem atezolizumabem:
- zapalenie płuc na tle immunologicznym
- zapalenie wątroby na tle immunologicznym
- zapalenie jelita grubego na tle immunologicznym
- zaburzenia hormonalne na tle immunologicznym
- zapalenie opon mózgowo-rdzeniowych i mózgu na tle immunologicznym
- neuropatie na tle immunologicznym, także zespół miasteniczny lub zespół Guillaina-Barrégo
- zapalenie trzustki na tle immunologicznym
- zapalenie mięśnia sercowego na tle immunologicznym
- zapalenie trzustki na tle immunologicznym
- zapalenie nerek na tle immunologicznym
- zapalenie mięśni na tle immunologicznym
- ciężkie reakcje skórne na tle immunologicznym
- inne działania niepożądane na tle immunologicznym

Podstawą leczenia reakcji niepożądanych na tle immunologicznym jest stosowanie Kortykosteroidów.

## Dawkowanie
Zalecane dawkowanie to 1200 mg atezolizumabu, podawane we wlewie dożylnym trwającym 30–60 minut, co 3 tygodnie.
W 2023 r. brytyjska Medicines and Healthcare products Regulatory Agency dopuściła stosowanie leku w formie zastrzyku podskórnego.
Czas trwania leczenia: do czasu utraty korzyści klinicznej lub do wystąpienia niemożliwych do opanowania objawów niepożądanych.

## Preparaty
Nazwa handlowa Tecentriq – koncentrat do przygotowania roztworu do podawania dożylnego.

## Ciąża i laktacja[1]
U kobiet w wieku rozrodczym konieczne jest stosowanie skutecznej antykoncepcji podczas leczenia atezolizumabem i przez 5 miesięcy po zakończeniu leczenia. Na podstawie mechanizmu działania leku i badań na myszach występuje ryzyko, że podanie leku w ciąży może spowodować uszkodzenie lub śmierć wewnątrzmaciczną płodu.
Nie ma informacji czy atezolizumab przenika do mleka kobiet karmiących, w związku z tym należy podjąć decyzję, czy zaprzestać karmienia piersią, czy przerwać leczenie, rozważając korzyści z karmienia piersią dla dziecka oraz z leczenia dla kobiety. 
Nie ma danych klinicznych dotyczących możliwego wpływu atezolizumabu na płodność oraz toksycznym wpływem leku na reprodukcję i rozwój potomstwa.